# Tole spinosa
Tole spinosa là một loài chân đều trong họ Janiroidea incertae sedis. Loài này được Harger miêu tả khoa học năm 1879.